# Khala, Hama
Khala, Hama (tiếng Ả Rập: الخلا) là một ngôi làng Syria nằm ở Hama Nahiyah ở quận Hama, Hama. Theo Cục Thống kê Trung ương Syria (CBS), Khala, Hama có dân số 457 trong cuộc điều tra dân số năm 2004.